# Katarina Ugland
Katarina Karlsen Ugland (* 26. Dezember 1997 in Lillehammer) ist eine norwegische Handballspielerin und Beachhandball-Nationalspielerin.

## Hallenhandball
Katarina Ugland spielte ab 2017 zunächst für den Zweitligisten Fjellhammer IL und ab Mitte 2020 für den ambitionierten Zweitligisten Follo HK Damer. Die Torjägerin erzielte allein in der Saison 2019/20 121 Tore. Im Januar 2023 schloss sie sich dem norwegischen Drittligisten LFH09 an.

## Beachhandball
Ugland wurde 2018 erstmals für ein Turnier in die Norwegische Beachhandball-Nationalmannschaft der Frauen berufen. In Kasan, Russland, spielte die ihre erste Beachhandball-Weltmeisterschaft. Gegen Dänemark, Vietnam und Mexiko wurden alle drei Vorrundenspiele in zwei Sätzen gewonnen. Weniger sicher spielten die Norwegerinnen in der Hauptrunde. Nach einem Sieg über Thailand wurde gegen die Russischen Gastgeberinnen und das Weltklasse-Team aus Brasilien verloren. Als Hauptrunden-Dritte zogen die Norwegerinnen in das Viertelfinale gegen Polen ein, das mit 2:1 besiegt wurde. Im Halbfinale gelang die Revanche gegen Brasilien, womit die Norwegerinnen in das Finale gegen die Überraschungsmannschaft aus Griechenland einzog und dieses im Shootout verlor. Mit 76 erzielten Punkten aus allen möglichen neun Spielen war sie die zweitbeste norwegische Scorerin und die 18-beste Werferin des Turniers. Auch die Quote von 72 % erfolgreicher Torwürfe waren ein überaus hoher Wert.

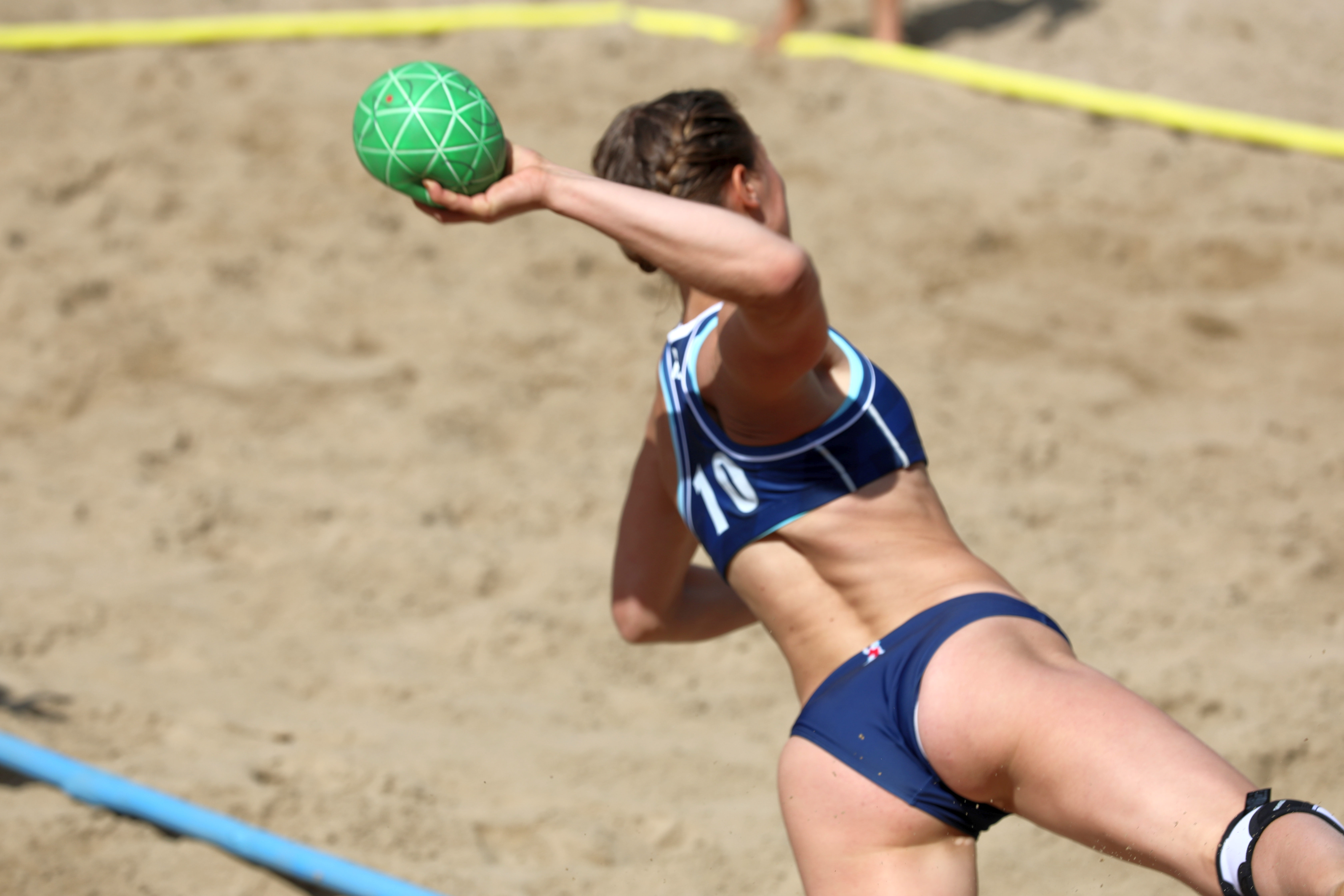
Ugland beim Torwurf im Vorrundenspiel gegen die Türkei bei den Europameisterschaften 2019

Im Jahr daraus gehörte Ugland auch wieder zum Kader, nun für die Beachhandball Euro 2019 in Stare Jabłonki, Polen. Gegen Kroatien startete die Mannschaft wieder mit einem Sieg in das Turnier, Ugland war mit 14 Punkten beste Werferin. Es folgten Siege gegen Rumänien und die Türkei. Nur das letzte Vorrundenspiel gegen die Niederlande wurde verloren. Als Tabellenzweite hinter den Niederländerinnen zog Norwegen in die Hauptrunde. Die Hauptrunde begann mit einem Sieg gegen Portugal und einer Niederlage gegen die polnischen Gastgeberinnen, anschließend gewannen die Norwegerinnen gegen die Turnier-Mitfavoritinnen aus Ungarn. Gemeinsam mit Marielle Martinsen erzielte Ugland mit jeweils 12 Punkten die meisten des Spiels. Als Drittplatzierte der Hauptrunde zogen die Norwegerinnen in das Viertelfinale und unterlagen dort Dänemark. Das erste Platzierungsspiel gegen die Ukraine wurde gewonnen, Ugland erzielte als beste Werferin 16 Punkte. Im abschließenden Spiel um den fünften Platz unterlagen die Norwegerinnen den Spanierinnen und wurden am Ende Sechste. Mit 98 Punkten aus zehn Spielen war sie zweitbeste norwegische Werferin hinter Marielle Martinsen und fünftbeste Torschützin des Turniers.

## Einzelbelege
1. ↑  Tekst: Follo HK Damer 23/08/2020: 8: Katarina Karlsen Ugland. Abgerufen am 29. Dezember 2020 (norwegisch (Bokmål)).
2. ↑  gd.no: Storskårer vender hjem til barndomsklubben: – Jeg har kjent på et savn, abgerufen am
3. ↑  Team Info. Abgerufen am 26. Dezember 2020.
4. ↑  News | IHF. Abgerufen am 26. Dezember 2020.
5. ↑  2018 Women's Beach Handball WChs. Abgerufen am 26. Dezember 2020.
6. ↑  Statistics. Abgerufen am 26. Dezember 2020.
7. ↑  European Handball Federation - 2019 Women's ECh Beach Handball / Final Tournament. Abgerufen am 26. Dezember 2020 (englisch).

| Personendaten    | Personendaten                                    |
| ---------------- | ------------------------------------------------ |
| NAME             | Ugland, Katarina                                 |
| ALTERNATIVNAMEN  | Ugland, Katarina Karlsen                         |
| KURZBESCHREIBUNG | norwegische Handball- und Beachhandballspielerin |
| GEBURTSDATUM     | 26. Dezember 1997                                |
| GEBURTSORT       | Lillehammer                                      |